# Guy Warren
Guy Wilkie Warren AM (16 de abril de 1921-14 de junio de 2024) fue un pintor australiano que ganó el Premio Archibald en 1985 con «Flugelman with Wingman». Sus obras también han sido exhibidas como finalistas en el Premio Dobell y recibió el Premio de Acuarela de los Fideicomisarios en el Premio Wynne en 1980.

## Servicio militar
Warren sirvió en el Ejército Australiano durante la Segunda Guerra Mundial desde el 15 de mayo de 1941 hasta el 3 de abril de 1946. Durante su servicio fuera de Australia en Nueva Guinea e Isla Bougainville con el 136° Depósito Avanzado de Suministros, alcanzó el rango de Sargento Mayor. Muchas de las influencias creativas de Warren pueden rastrearse hasta su servicio en el ejército, especialmente en el sureste de Queensland.

## Carrera artística
Al finalizar la Segunda Guerra Mundial, Warren recibió formación artística en la Escuela Nacional de Arte. Durante este tiempo, conoció a otros artistas veteranos que también habían servido en la Segunda Guerra Mundial y que se beneficiaron del programa de formación posterior a la guerra del Commonwealth Británico. Tras completar este programa, viajó a Inglaterra para dedicarse a la pintura de paisajes, donde un encuentro fortuito con el joven veterano y naturalista Sir David Attenborough le brindó la oportunidad de continuar su pasión por la selva a través de fotos proporcionadas por Attenborough de sus propios viajes a Nueva Guinea.
El trabajo de Warren ha sido tema de numerosas exposiciones individuales. En 2016, la Galería S. H. Ervin realizó «Genesis of a painter: Guy Warren at 95», que se centró en obras de las décadas de 1950 y 1960 junto con trabajos pintados tardíamente en su vida. La intención de la exposición fue mostrar su «imaginario perdurable de la relación entre la figura y el fondo». Al menos dos exposiciones se realizaron en el momento de su centésimo cumpleaños, «From the Mountain to the Sky», realizada por la Escuela Nacional de Arte; y «Hills and Wings: A Celebration of Guy Warren and his Work», en la Universidad de Wollongong, donde anteriormente fue director de la colección de arte de la universidad.

## Modelado
Warren fue modelo para retratos en varias ocasiones, incluyendo para cuatro o cinco artistas que pintaron para el principal concurso de retratos de Australia, el Premio Archibald. A principios de los años 2000, posó para Ann Cape, para su obra «Figure within the landscape: Guy Warren», que se exhibió en la exposición del premio de 2004. Luego, en 2021, en el año del centenario del Premio Archibald, el pintor Peter Wegner ganó el premio por su retrato de Warren, quien, al igual que el premio, cumplía cien años.
Warren posó para su retrato para la serie fotográfica «Persona: Contemporary Veteran Artists» del Museo Nacional de Artes de Veteranos de Australia (ANVAM) en 2020. La curadora fue la fundadora de ANVAM, Tanja Johnston, y el fotógrafo Michael Christofas.

## Muerte
Warren falleció el 14 de junio de 2024, a la edad de 103 años.

## Honores y premios
Warren recibió la Medalla de la Orden de Australia en 1999 y fue nombrado Miembro de la Orden de Australia por «su significativo servicio a las artes visuales como pintor, maestro, mentor y juez de competiciones» en 2014.